# スター・オブ・ライフ

スター・オブ・ライフ

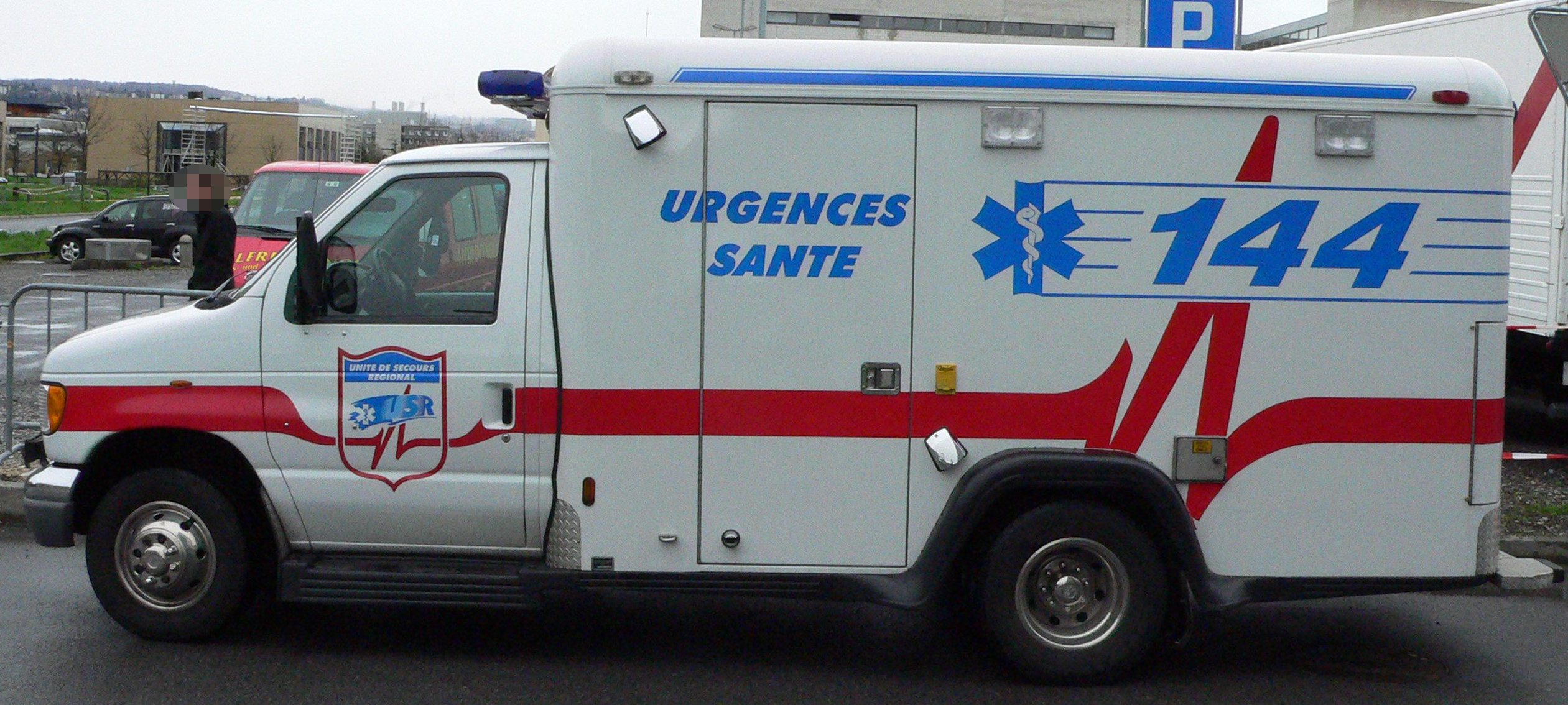
スイスの救急車車体に描かれているスター・オブ・ライフ。

アスクレピオスの杖

スター・オブ・ライフ（英: star of life、命の星）は「アスクレピオスの杖」を中心に青い六本の柱が突出したデザインのマーク。

## 概要
元々はアメリカ合衆国運輸省幹線道路交通安全局（NHTSA）により、赤十字との類似を避けて1973年にデザインされたマークで、人命救助に関わる職場で活躍する人々の守り神として、アメリカを中心とした世界中で救急医療のシンボルマークになっている。日本を含む世界各国で救急車の車体にこのマークが描かれていることもしばしば見られる。
突出した六本の柱には、それぞれ次のような意味があり、「detection」が頂点で以下時計回りである。
1. detection （覚知）
2. reporting （通報）
3. response （出場）
4. on scene care （現場手当）
5. care in transit （搬送中手当）
6. transfer to definitive care （医療機関への引き渡し）

## 商標としての保護
スター・オブ・ライフは、アメリカ合衆国においては、1977年に救急車両について、NHTSAにより証明商標として商標登録されたが、1997年に権利が消滅している（米国旧登録商標番号第73033491号）。
日本においては、衣類について、1999年に特定非営利活動法人ウォーターリスクマネジメント協会が商標登録を受けていたが（日本国商標登録第4323922号）、2013年3月31日に株式会社櫻井興業へ譲渡された。図形 第4137876号25類 (被服類全般)、図形 第4160724号26類 (ワッペン類他)、図形 第4314371号9類、14類、18類、34類 (救命用具全般、身飾品類、キーホルダー類、バッグ類、喫煙用具他)、図形 第4496255号5類、9類、11類、14類、36類、41類 (包帯、絆創膏、ウェットスーツ、時計他)、称呼 第4323922号25類 (被服類全般)が商標登録されている。また金属製・紙製・木製・竹製・プラスチック製の包装用容器に関して、2008年に株式会社CSP会長　長塩吉之助が商標登録を受けている（日本国商標登録第5169679号）。ただし、この商標登録はそれぞれの分野に限ったものなので、救急車両にスター・オブ・ライフのマークを付すことなどにまで商標権が及ぶことはない。